# Pirk

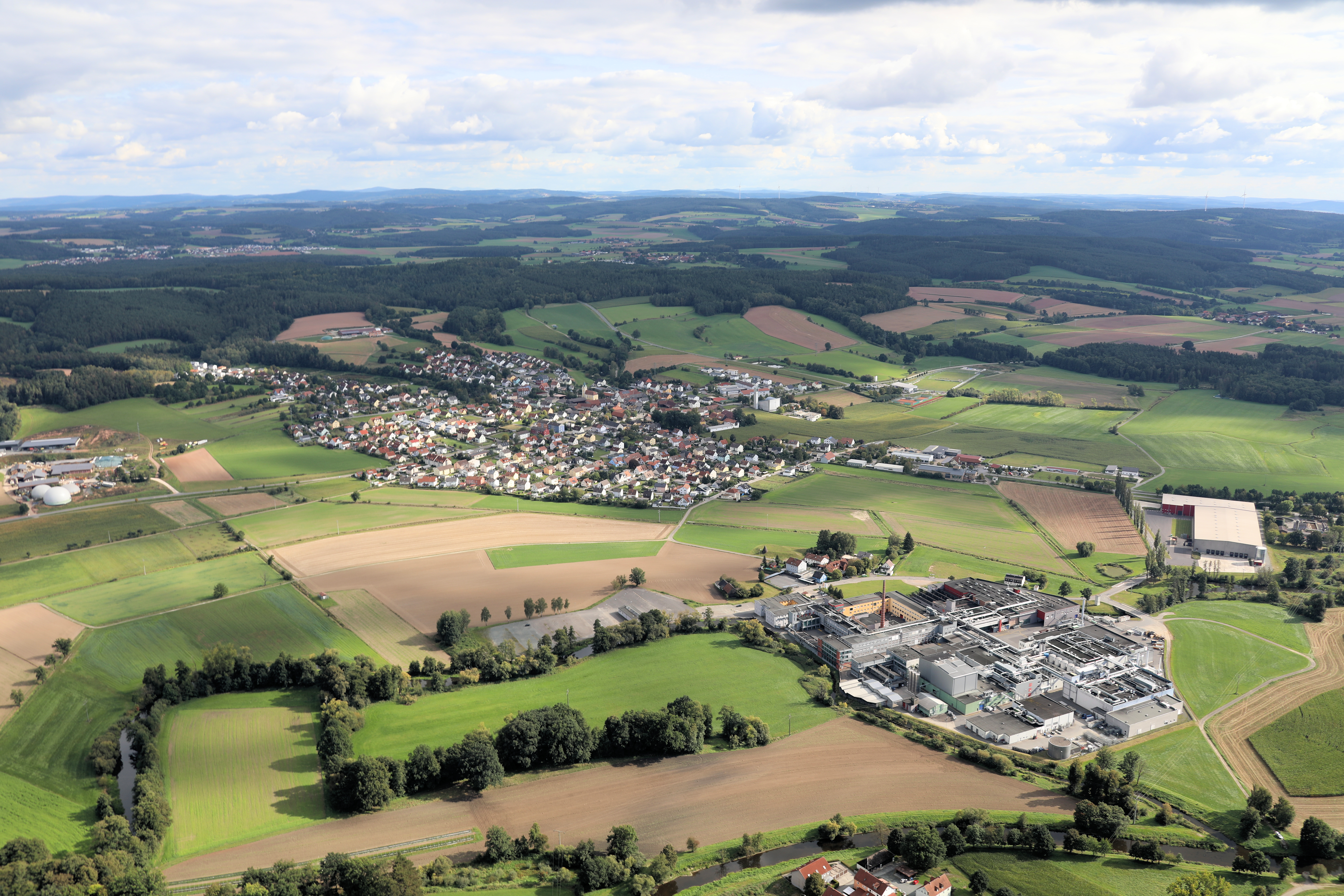
Pirk, Pirkmühle (2023)

Pirk ist eine Gemeinde im Oberpfälzer Landkreis Neustadt an der Waldnaab. Die Gemeinde ist Mitglied der Verwaltungsgemeinschaft Schirmitz.

## Geografie

### Geografische Lage
Pirk liegt in der Planungsregion Oberpfalz-Nord.

### Gemeindegliederung
Es gibt elf Gemeindeteile (in Klammern ist der Siedlungstyp angegeben):
- Au (Weiler)
- Engleshof (Dorf)
- Enzenrieth (Kirchdorf)
- Gleitsmühle (Einöde)
- Hochdorf (Dorf)
- Matzlesberg (Dorf)
- Pirk (Pfarrdorf)
- Pirkerziegelhütte (Weiler)
- Pirkmühle (Dorf)
- Pischeldorf (Dorf)
- Zeißau (Einöde)

Es gibt die Gemarkungen Engleshof, Enzenrieth, Pirk, Au, Gleitsmühle, Hochdorf, Matzlesberg, Pirkerziegelhütte, Pirkmühle, Pischeldorf und Zeissau.

## Geschichte

### Bis zur Gemeindegründung
Der Ort wurde 1092 erstmals urkundlich erwähnt. Pirk gehörte seit 1349/52 zur Landgrafschaft Leuchtenberg (bzw. später zum Gericht Leuchtenberg) und war ab 1646 Teil des Kurfürstentums Bayern. Die Freiherren von Riesenfeld besaßen dort eine offene Hofmark, deren Sitz Pirk war. Im Zuge der Verwaltungsreformen in Bayern entstand mit dem Gemeindeedikt von 1818 die heutige Gemeinde.

### Eingemeindungen
Im Zuge der Gebietsreform in Bayern wurde am 1. Januar 1972 die Gemeinde Enzenrieth eingegliedert. Am 1. Mai 1978 kamen Teile der aufgelösten Gemeinde Engleshof hinzu.

### Einwohnerentwicklung von 1961 bis 2015
| Jahr | Einwohner |
| ---- | --------- |
| 1961 | 1233      |
| 1970 | 1602      |
| 1987 | 1629      |
| 1991 | 1648      |
| 1995 | 1759      |

| Jahr | Einwohner |
| ---- | --------- |
| 2000 | 1865      |
| 2005 | 1937      |
| 2010 | 1794      |
| 2015 | 1819      |
| 2021 | 1942      |

### Gemeinderat
Die Gemeinderatswahl 2020 ergab folgende Stimmenanteile und Sitzverteilung:
- CSU: 41,3 %, 5 Sitze
- SPD: 14,7 %, 2 Sitze
- Freie Wähler: 44,1 %, 5 Sitze

### Bürgermeister
Bürgermeister ist Dietmar Schaller (Freie Wähler). Er wurde im Jahr 2020 Nachfolger von Michael Bauer (Freie Wähler), der das Amt von 2002 bis 2020 als Nachfolger von Georg Stahl (CSU) bekleidet hatte.

### Wappen
| Wappen von Pirk | Blasonierung: „In Gold eine bewurzelte grüne Birke, deren Stamm ein silberner Schild, darin ein blauer Balken, aufgelegt ist.“ |
| Wappen von Pirk | Das Wappen wird seit 1973 geführt.                                                                                             |

## Wirtschaft
Größter Arbeitgeber am Ort ist die Constatia Pirk GmbH & Co. KG mit ca. 800 Mitarbeitern, einer der größeren Hersteller von Verpackungsmaterialien für Lebens- und Genussmittel.

## Kultur und Sehenswürdigkeiten

### Baudenkmäler
- Schloss Enzenrieth, Schlossbau aus dem 17. Jahrhundert
- Schloss Pirk
- Kapelle Maria, die Knotenlöserin[8]

### Bodendenkmäler
- Turmhügel Engleshof
- Turmhügel Pirk

## Bilder

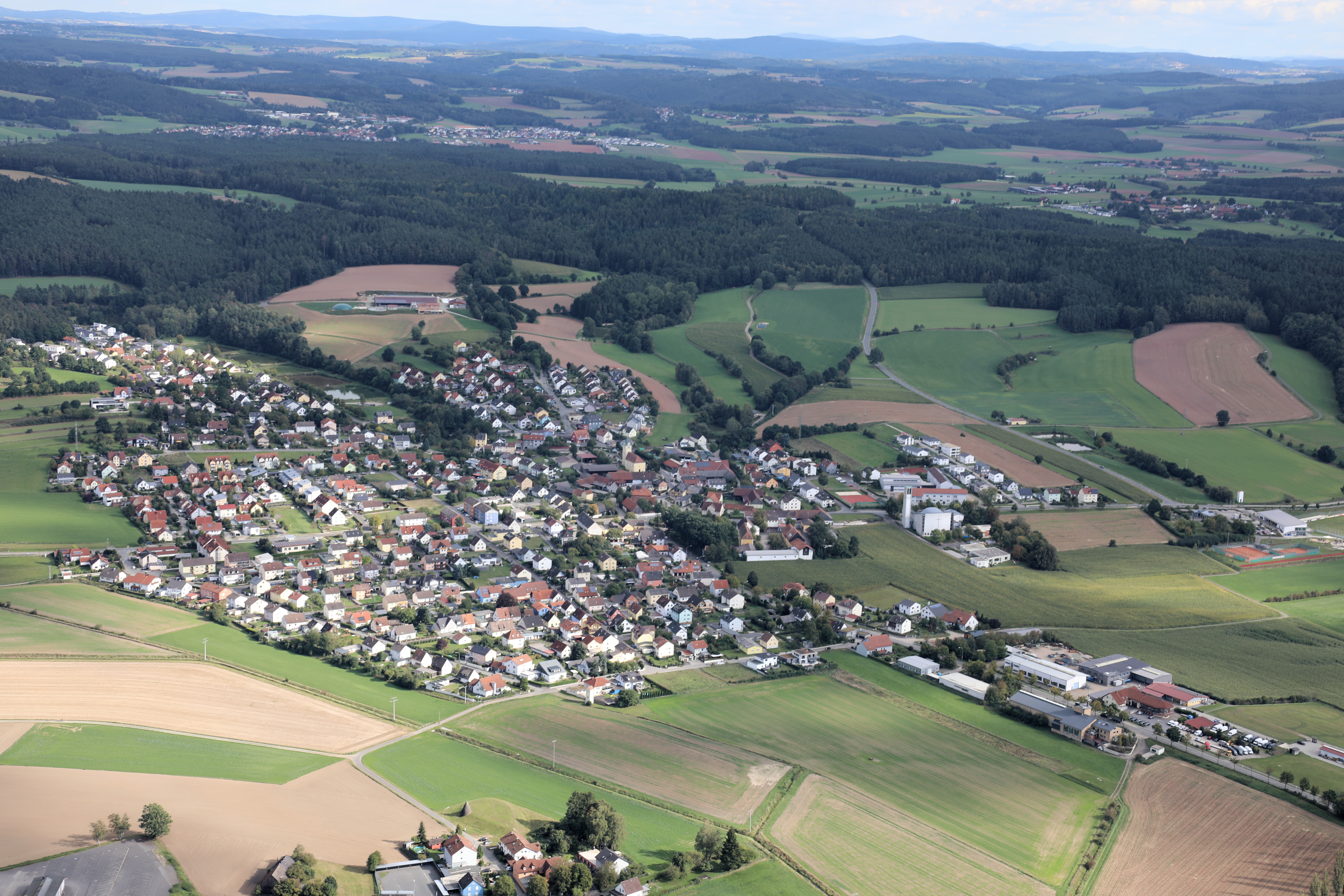
Pirk (2023)
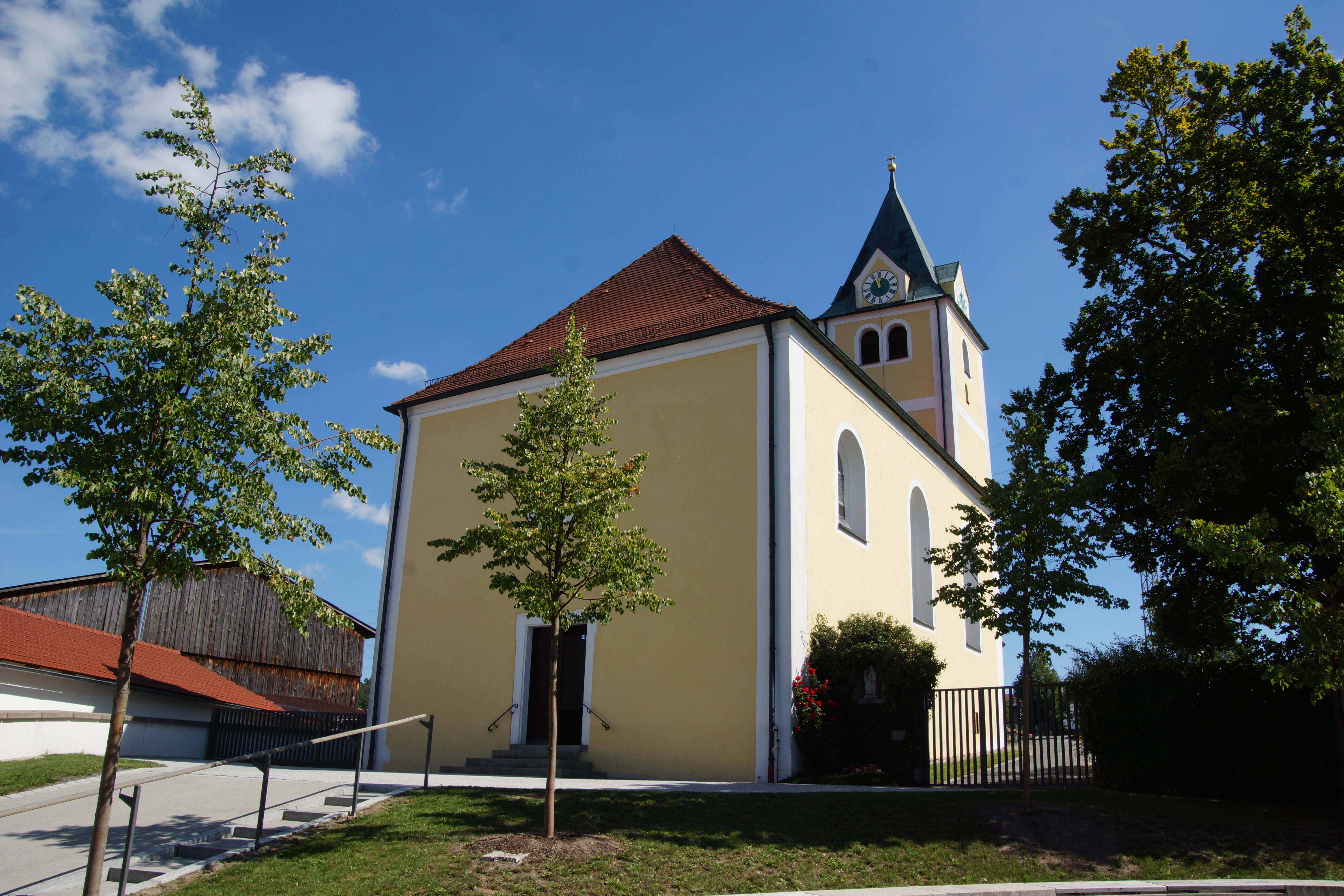
Kirche Mariä Heimsuchung (2019)
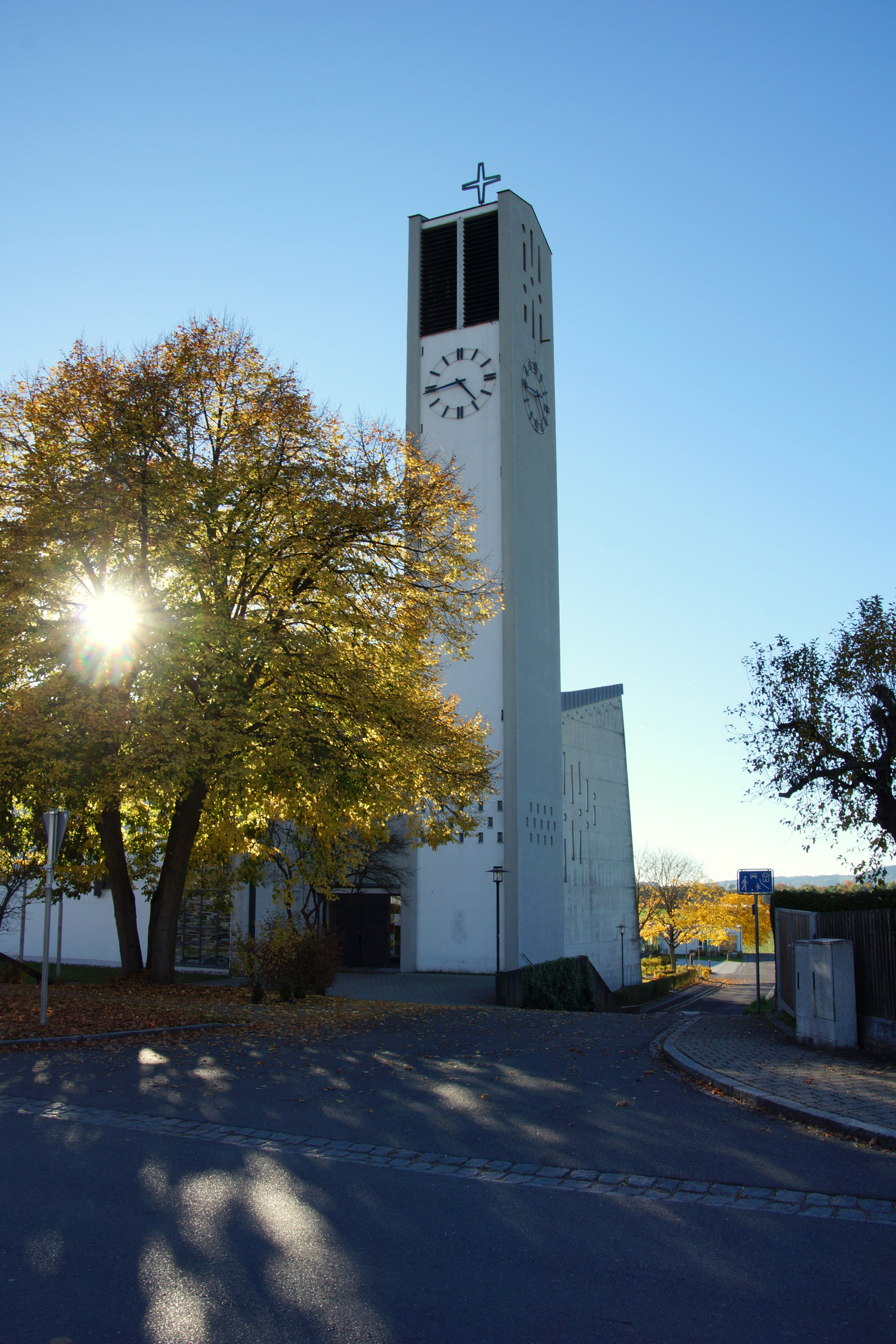
Auferstehungskirche (2017)
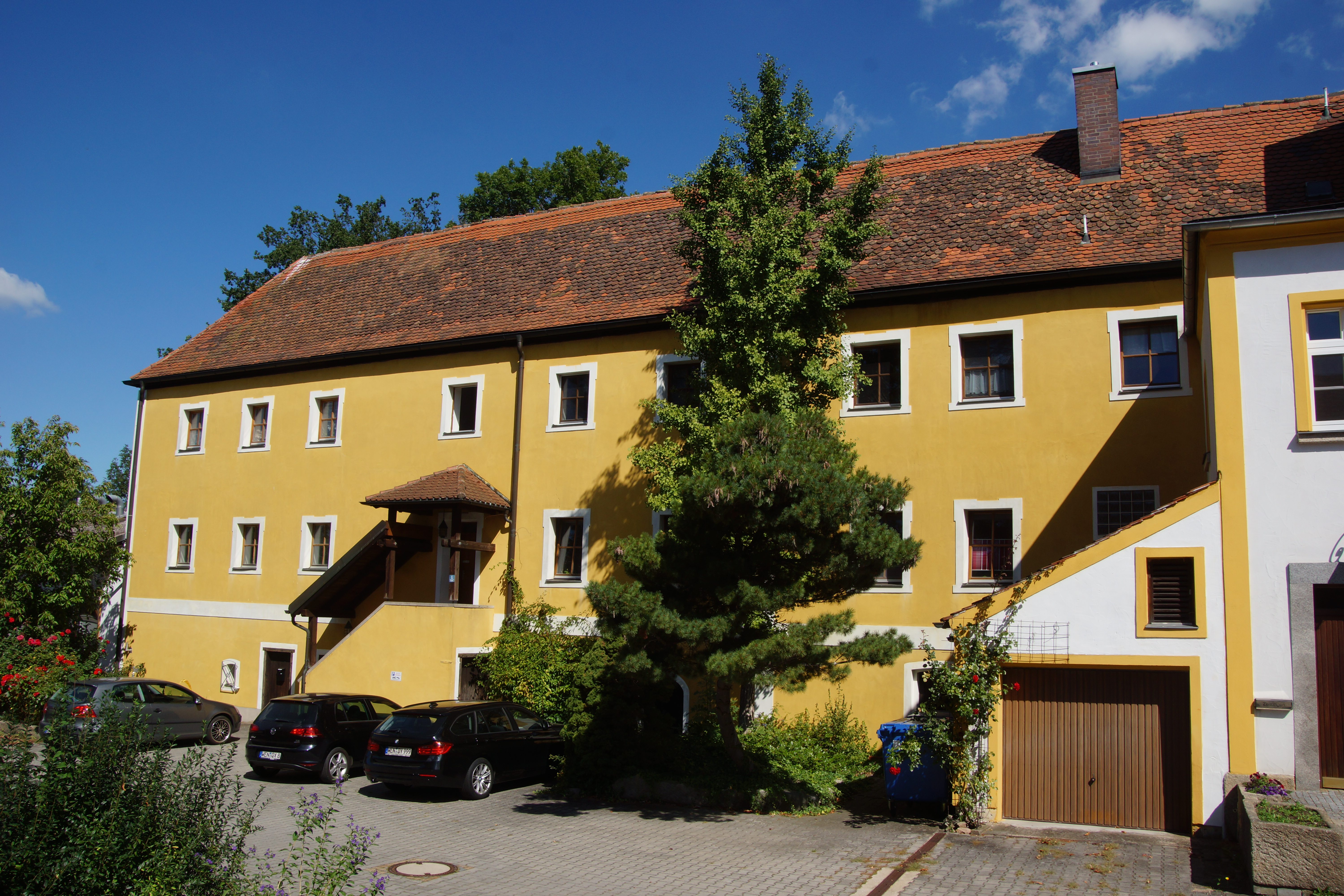
Ehemaliges Schloss (2019)
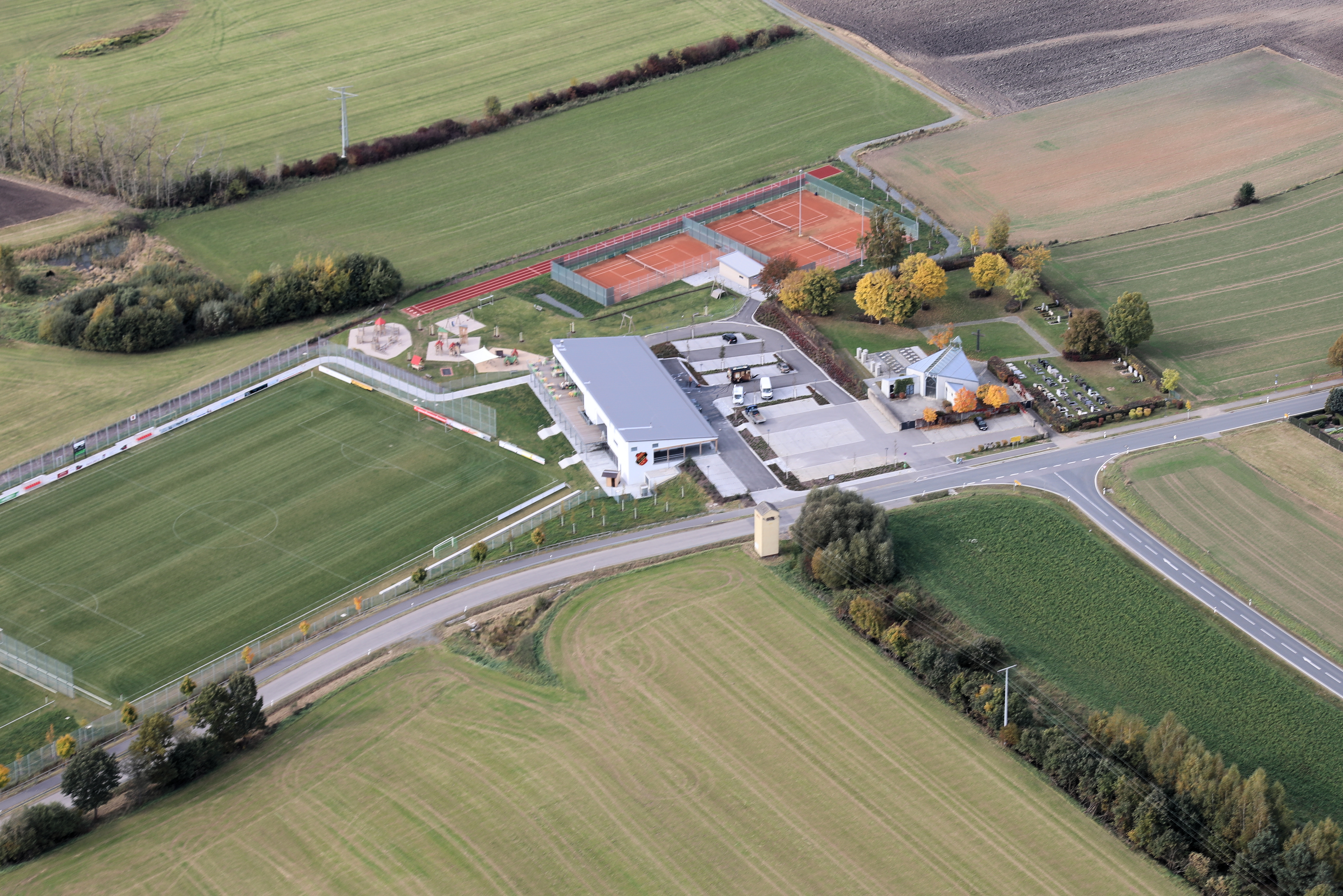
Sportpark Pirk (2021)
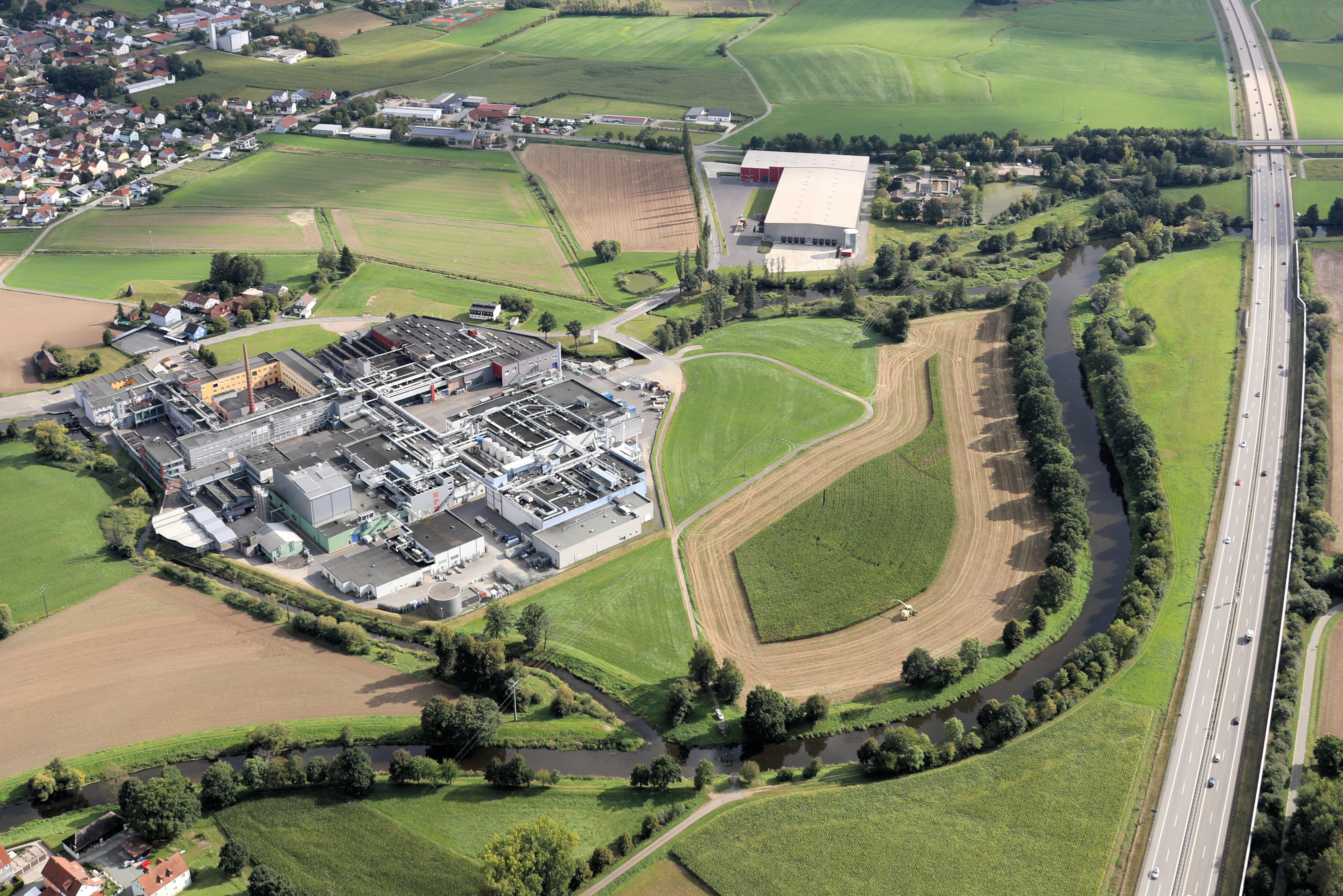
Pirkmühle (2023)

## Wirtschaft und Infrastruktur

### Wirtschaft einschließlich Land- und Forstwirtschaft
Wichtige Betriebe am Ort sind der Industriebetrieb Constantia Hueck Folien sowie das Pirker Brauhaus (Letzteres seit 06.2013 verkauft an die Brauerei Würth, Windischeschenbach).
2021 gab es 936 sozialversicherungspflichtig Beschäftigten am Arbeitsort, 787 sozialversicherungspflichtig Beschäftigte am Wohnort und 25 Arbeitslose. Im verarbeitenden Gewerbe gab es zwei Betriebe, im Bauhauptgewerbe einen. Zudem bestanden im Jahr 2020 31 landwirtschaftliche Betriebe mit einer landwirtschaftlich genutzten Fläche von 1307 Hektar.

### Verkehr
Pirk liegt nahe der Bahnstrecke Regensburg–Weiden.

### Bildung
Es gibt 2022 folgende Einrichtungen:
- 90 Kindergartenplätze mit 98 Kindern
- zwei Grund- / Mittel- / Hauptschulen mit 13 Lehrern und 191 Schülern

## Persönlichkeiten
- Georg Stahl (* 1940 in Pirk), Politiker (CSU), Abgeordneter des Bayerischen Landtags